# Baarhuis (Zutphen)
Het baarhuis op de algemene begraafplaats in de Nederlandse stad Zutphen is een rijksmonument.

## Beschrijving
Het 19e-eeuws baarhuis heeft een rechthoekige plattegrond en een plat dak en toont neoclassicistische invloeden. De bakstenen gevels zijn opgetrokken in kruisverband en hebben een trasraam en rollaag. In de voorgevel bevindt zich een dubbele houten schuifdeur met geprofileerde omlijsting met uiterst links en rechts een pilaster. In de achtergevel bevindt zich een tweeruits valraam. De zijgevels zijn van oorsprong blind, in de linkergevel is later een deur aangebracht.
Het gebouwtje werd in 2006 in het Monumentenregister opgenomen, onder meer als voorbeeld van een neoclassicistisch baarhuisje, waarschijnlijk daterend uit het laatste kwart van de 19e eeuw en vanwege de functioneel ruimtelijke relatie met de overige complexonderdelen, in het bijzonder het algemene deel van de begraafplaats.